# Иоанн III (католикос)
Иоанн III (Ованес) — 32-й глава алуанского католикосата Армянской апостольской церкви, пробыл на должности 25 лет, сменив прошлого католикоса Соломона II.
Как сообщает Моисей Каганкатваци: «он перенёс дворец патриарший из Партав в Бердак, в летнее своё местропребывание».